# Dante Gustavo Braida

Wappen von Dante Gustavo Braida Lorenzón

Dante Gustavo Braida Lorenzón (* 18. Juli 1968 in Reconquista) ist ein argentinischer Geistlicher und römisch-katholischer Bischof von La Rioja.

## Leben
Dante Gustavo Braida empfing am 21. April 1996 das Sakrament der Priesterweihe für das Bistum Reconquista.
Er war in der Pfarrseelsorge und von 2000 bis 2004 als Missionar auf Kuba tätig. Darüber hinaus war er Verantwortlicher für die Berufungspastoral und von 2004 bis 2009 in der Priesterausbildung am interdiözesanen Seminar in Reconquista tätig. Vor seiner Ernennung zum Bischof war er zuletzt Generalvikar des Bistums Reconquista.
Papst Franziskus ernannte ihn am 11. April 2015 zum Titularbischof von Tanudaia und zum Weihbischof in Mendoza. Die Bischofsweihe spendete ihm der Erzbischof von Mendoza, Carlos María Franzini, am 12. Juni desselben Jahres. Mitkonsekratoren waren der Bischof von Reconquista, Ángel José Macín, und Martín Fassi, Weihbischof in San Isidro.
Nach dem Tod Carlos María Franzinis war er vom 11. Dezember 2017 bis zur Ernennung des neuen Erzbischofs im Mai 2018 Apostolischer Administrator des Erzbistums Mendoza.
Am 13. Dezember 2018 ernannte ihn Papst Franziskus zum Bischof von La Rioja. Die Amtseinführung erfolgte am 28. Dezember desselben Jahres.